# Loi sur les Indiens
Lire en ligne

Texte de la Loi sur les Indiens

La Loi sur les Indiens (en anglais : Indian Act) est la principale loi canadienne traitant des Indiens enregistrés, leurs bandes et du système de réserves. Elle est adoptée en 1876 en vertu de l'article 91(24) de la loi constitutionnelle de 1867 qui donne au gouvernement canadien l'autorité exclusive de légiférer sur « les Indiens et les terres réservées pour les Indiens. ». À l'origine, en 1876, la loi est nommée l'« Acte des Sauvages ». 
La loi définit qui est « Indien » et prévoit certains droits et incapacités pour les Indiens enregistrés. Les droits des Indiens et des autres nations autochtones du Canada ont été sanctuarisés par l'article 35 de la loi constitutionnelle de 1982.
L'application de la Loi sur les Indiens relève du ministre des Services aux Autochtones du Canada, qui agit notamment comme surintendant général des Affaires indiennes.
Son existence et sa portée demeurent contestées par plusieurs acteurs autochtones et allochtones, relativement notamment aux violations des droits de la personne et des perturbations sociales et culturelles qu'elle occasionne aux Indiens.

## Historique
Cette loi trouve son origine dans plusieurs textes de loi coloniaux. La fin des guerres, où les autochtones étaient alliés, et le déclin de la traite des fourrures rendent la coopération avec les nations autochtones moins nécessaire. En revanche, leurs terres font l'objet de convoitise. À partir de 1840, les différents gouvernements visent à se doter de pouvoirs pour parvenir à cette fin. La loi de 1857 sur la civilisation graduelle cherchait à assimiler les populations autochtones aux colons en encourageant leur inscription sur les listes électorales. Lors de la création de la Confédération en 1867, les autochtones ne sont pas consultés. 

La loi autorise le gouvernement fédéral à réguler et à administrer les affaires et la vie quotidienne des autochtones inscrits. Cette loi contrôle également les droits des autochtones sur la pratique de leurs culture et traditions, sur l’éducation, sur leurs finances, sur leurs testaments et sur leurs terres.  La loi limite aussi leur droit d’acheter des terres, de voter et d’intenter des recours devant les tribunaux. 
« La loi permet également au gouvernement de définir les bases territoriales des groupes autochtones sous forme de réserves et de déterminer qui est reconnu comme Indien. » 
Cette autorité du gouvernement englobe le contrôle politique par l’imposition des structures gouvernementales sur les communautés autochtones sous la forme de conseils de bandes.
La loi de 1869 sur l’émancipation graduelle établit le système d'élection aux bandes qui existe encore aujourd'hui. Elle crée également le poste de surintendant des affaires indiennes et le dote d'un fort pouvoir de contrôle. Ce sont ces lois coloniales qui sont consolidées en 1876 dans la Loi sur les Indiens.
La philosophie de ce texte est alors clairement assimilationniste : il s'agit d'encourager les "Indiens" à quitter leur statut et leurs cultures traditionnels pour intégrer la société canadienne. Le texte est également paternaliste : le gouvernement conçoit les "Indiens" comme des personnes à protéger et à assimiler et à prendre en charge. Dans un rapport de 1876, le ministère de l'Intérieur écrit :

« Notre législation indienne repose sur le principe que les autochtones doivent rester dans un statut de tutelle et être traités comme des pupilles ou enfants de l'État […] L'intérêt des autochtones comme celui de l'État requiert que tous les efforts soient faits pour aider l'homme rouge à sortir de sa condition de tutelle et de dépendance et il est clairement de notre savoir et de notre devoir de le préparer, par l'éducation et tout autre moyen, à un plus haut degré de civilisation en l'encourageant à assumer les privilèges et les responsabilités d'une citoyenneté entière. »

Dans les années qui suivent, cette logique assimilationniste est poursuivie, comme l'interdiction de certaines cérémonies traditionnelles en 1885 ou l'obligation d'obtenir une autorisation avant de porter certains costumes en 1914, alors que la loi renforce le contrôle du gouvernement sur les terres.
En 1951, une modification de la loi permet la participation des femmes aux conseils de bande ainsi que l'application du droit provincial. Elle prévoit qu'à partir d'un « niveau avancé de développement », les bandes puissent recevoir des pouvoirs additionnels. Renée Dupuis résume ainsi le régime de tutelle auquel sont soumises les nations autochtones :

« Révisée en 1951, la loi fédérale constitue un véritable régime de tutelle des Indiens (tant individuellement que collectivement) et des terres qui leur sont réservées. En fait, les Indiens ont un statut équivalent à celui d'un enfant mineur, puisqu'ils sont soumis au contrôle du gouvernement qui a l'autorité de décider pour eux. Il s'agit d'un encadrement de tous les aspects de la vie des individus et des communautés. »

Malgré tout, il faut attendre 1960 pour que les Indiens puissent avoir le droit de vote aux élections fédérales sans perdre leur statut d'Indien.
Ce n'est qu'en 1985, avec le projet de loi C-31, que cette loi, à la suite de l'adoption de la Charte canadienne des droits et libertés, sera profondément amendée. La loi de 1985 supprime notamment les discriminations envers les femmes et autorise les bandes à déterminer elles-mêmes la liste de leurs membres, alors que cette prérogative était jusque-là exercée par le gouvernement.
Depuis 1985, plusieurs lois ont été adoptées afin de renforcer les gouvernements indiens autonomes.

## Concepts
La Loi sur les Indiens prévoit et définit plusieurs concepts qui viennent régir et organiser la vie sociale et politique des Indiens vivant sur le territoire du Canada.

### Statut indien et citoyenneté
La Loi sur les Indiens en vigueur au Canada a historiquement reposé sur un système patrilinéaire. Une filiation patrilinéaire est un groupe de personnes dans lequel les membres possèdent une filiation uliniéaire et sont descendants d’un ancêtre commun par voie paternelle à travers la même ligne de sang. Cette filiation a donc longtemps dicté les droits que les Indiens possèdent sur leur héritage au cours des générations. L'article 12 de la loi de 1951 excluait certaines personnes du Registre des Indiens, notamment : les Indiennes ayant épousé des non-Indiens, leurs descendants, les enfants illégitimes d'Indiennes et de non-Indiens, ainsi que les personnes dont la mère et la grand-mère paternelle étaient non-Indiennes.
Lors de son adoption en 1876, l'« Acte des Sauvages » poursuit une logique paternaliste et assimilationniste envers les Premières Nations. La loi donne notamment au gouvernement le pouvoir de définir le statut d'Indien et de l'imposer aux groupes autochtones. Selon la loi de 1876, ont le statut d'Indien :
- les hommes de sang indien réputés appartenir à une bande particulière ;
- leurs enfants ;
- les femmes qui sont ou qui ont été mariées à un homme disposant du statut d'Indien.

Toutefois, la loi exclut explicitement les Métis. Par contre, les femmes indiennes se mariant à un non-Indien perdaient leur statut d'Indienne et étaient forcées de quitter leur communauté, ce qui ne s'appliquait pas aux hommes indiens épousant une non-Indienne.
Le statut d'Indien est alors incompatible avec la pleine citoyenneté canadienne. La loi crée un système d'acquisition automatique du droit de vote, qui affecte notamment les femmes autochtones qui se marient avec un non-autochtone ou les Autochtones qui obtiennent un diplôme universitaire, et ce indépendamment de leur volonté. Ce système automatique est soumis à l'avis consultatif d'une commission à partir de 1951 et est finalement supprimé en 1961. En 1961, les membres des Premières Nations reçoivent le droit de voter aux élections fédérales sans perdre leur statut d'Indien.
Les dispositions discriminantes concernant les femmes sont levées en 1985, en même temps que les bandes reçoivent le droit de déterminer leurs propres membres.
L'article 11 permettait aux Indiens de sexe masculin de transmettre le droit d'inscription à tous leurs enfants, indépendamment du statut de la mère.  Pour corriger ces inégalités, ces lois sont modifiées en 1985 et introduisent ces mesures: 
- « Redonner le statut d’Indien inscrit aux personnes radiées du Registre des Indiens en vertu des règles figurant dans les versions antérieures de la Loi sur les Indiens et permettre la première inscription de leurs enfants ;
- Établir de nouvelles règles non discriminatoires pour définir le droit à l’inscription au Registre des Indiens de tous les enfants nés le 17 avril 1985 (date d’entrée en vigueur de la Loi sur les Indiens de 1985) ou ultérieurement ;
- Donner à chaque Première nation la possibilité d’établir ses propres règles d’appartenance à la bande. » [9]

Par ailleurs, la loi cherche à favoriser « l'émancipation » des Indiens, tel que le dispose l'article 109, c'est-à-dire ne plus être légalement un Indien et posséder tous les attributs de la citoyenneté. Un amendement de 1880 retire automatiquement le statut d'Indien à ceux qui obtiennent un diplôme universitaire. Durant les années 1920, des débats ont lieu pour révoquer pour de bon le statut d'Indien, tel que le préconisait Duncan Campbell Scott qui dirigea le département des Affaires des Sauvages de 1913 à 1932. Les dispositions concernant l'émancipation ne seront levées qu'en 1985.
Le 2 juin 2009, le ministère des Affaires indiennes et du Nord canadien (MAINC) a annoncé qu’ils procéderont avec les modifications dites nécessaires à la Loi sur les Indiens. Le gouvernement propose d’améliorer l’article 6 de la loi pour le but d’accorder aux petits enfants d’Indiennes, qui auraient perdu leur statut dû à un mariage avec un non-Indien, le droit d’inscription. Les enfants issus de ce mariage qui auraient eu un enfant avec une personne non Indienne après le 4 septembre 1951, sont aussi inclus. Le paragraphe 6(1) de la loi sur les Indiens sera révisé afin de mettre cette modification en vigueur. « Aujourd'hui, malgré les nombreux changements législatifs qui ont été apportés — notamment en 1951 et en 1985 —, la loi de 1876 demeure essentiellement intacte. »

### Bandes indiennes
La loi de 1876 perpétue le système de bandes indiennes créé précédemment. La bande indienne est définie avant tout comme étant un « groupe d'Indiens ». Groupe, selon le cas : 
- a) à l'usage et au profit communs desquels des terres appartenant à Sa Majesté ont été mises de côté ;

- b) à l'usage et au profit communs desquels, Sa Majesté détient des sommes d'argent ;
- c) que le gouverneur en conseil a déclaré être une bande pour l'application de la loi ;

La Loi instaure également des conseils de bande composés de chefs et de conseillers élus pour trois ans avec un pouvoir réglementaire limité. Le surintendant général des affaires indiennes reçoit le pouvoir d'imposer ce système aux groupes autochtones.
La loi crée également un système de protection et de contrôle : une personne sans statut d'Indien ne peut vivre sur le territoire d'une réserve sans une licence et les biens situés sur une réserve ne peuvent être taxés.
Plusieurs propositions ont été faites pour modifier le gouvernement des bandes indiennes. Certaines ont abouti, comme la loi de 2000 autorisant les membres d'une bande qui ne vivent pas sur la réserve à voter lors des élections. En 2002, un projet de loi sur la gouvernance des Premières Nations envisage d'obliger les bandes à développer un système pour choisir leurs dirigeants ainsi que des règles sur leur gestion financière. Toutefois, il reçoit l'opposition de groupes autochtones et n'est finalement pas adopté.

### Réserves indiennes
La Loi sur les Indiens définit la réserve indienne comme étant une « parcelle de terrain dont Sa Majesté est propriétaire et qu’elle a mise de côté à l’usage et au profit d’une bande ».
Sous réserve de toute disposition de la Loi sur les Indiens ou de tout traité ou cession, le gouverneur en conseil [Id est le gouvernement] peut décider si toute destination, pour laquelle des terres dans une réserve sont ou doivent être utilisées, est à l'usage et au profit de la bande. Le ministre [des Services aux Autochtones] peut autoriser l’utilisation de terres dans une réserve aux fins des écoles indiennes, de l’administration d’affaires indiennes, de cimetières indiens, de projets relatifs à la santé des Indiens. Il le peut également, avec le consentement du conseil de bande, pour tout autre objet concernant le bien-être général de la bande.

#### Droit de propriété
La loi prévoit qu'un Indien ne peut posséder une terre dans une réserve indienne que si, avec l'approbation du ministre [des Services aux Autochtones], possession lui en est accordée par le conseil de bande. Le ministre peut délivrer des certificats de possession ou d'occupation aux Indiens qui possèdent une terre de manière durable ou temporaire dans une réserve. Celui-ci doit également tenir un Registre des terres de réserve où sont inscrits les détails relativement à la possession de ces terres.
La Loi prévoit que les terres dans une réserve ne peuvent être vendues ou aliénées que si elles sont cédées à titre absolu par la bande à Sa Majesté. Elle prévoit aussi que, sous réserve d'une disposition contraire de la loi [sur les Indiens], les terres dans une réserve ne peuvent être données à bail ou faire l'objet d'un démembrement que si elles sont désignées par voie de cession à Sa Majesté.

#### Gestion des terres
La loi de 1876 soumet la gestion des terres au surintendant des affaires indiennes : il peut notamment diviser les terres en parcelles et demander aux Autochtones d'obtenir des titres individuels. Ce système de propriété individuelle ne respecte alors pas l'utilisation commune traditionnelle de la terre.
Le ministre des Services aux Autochtones peut également « administrer ou vendre les terres cédées à titre absolu » et « effectuer toute opération à l’égard des terres désignées et notamment les administrer et les donner à bail ».
En 1999, la sanction de la Loi sur la gestion des terres des Premières Nations a permis aux bandes de recevoir la gestion des terres sur leur réserve.